# Pieschen

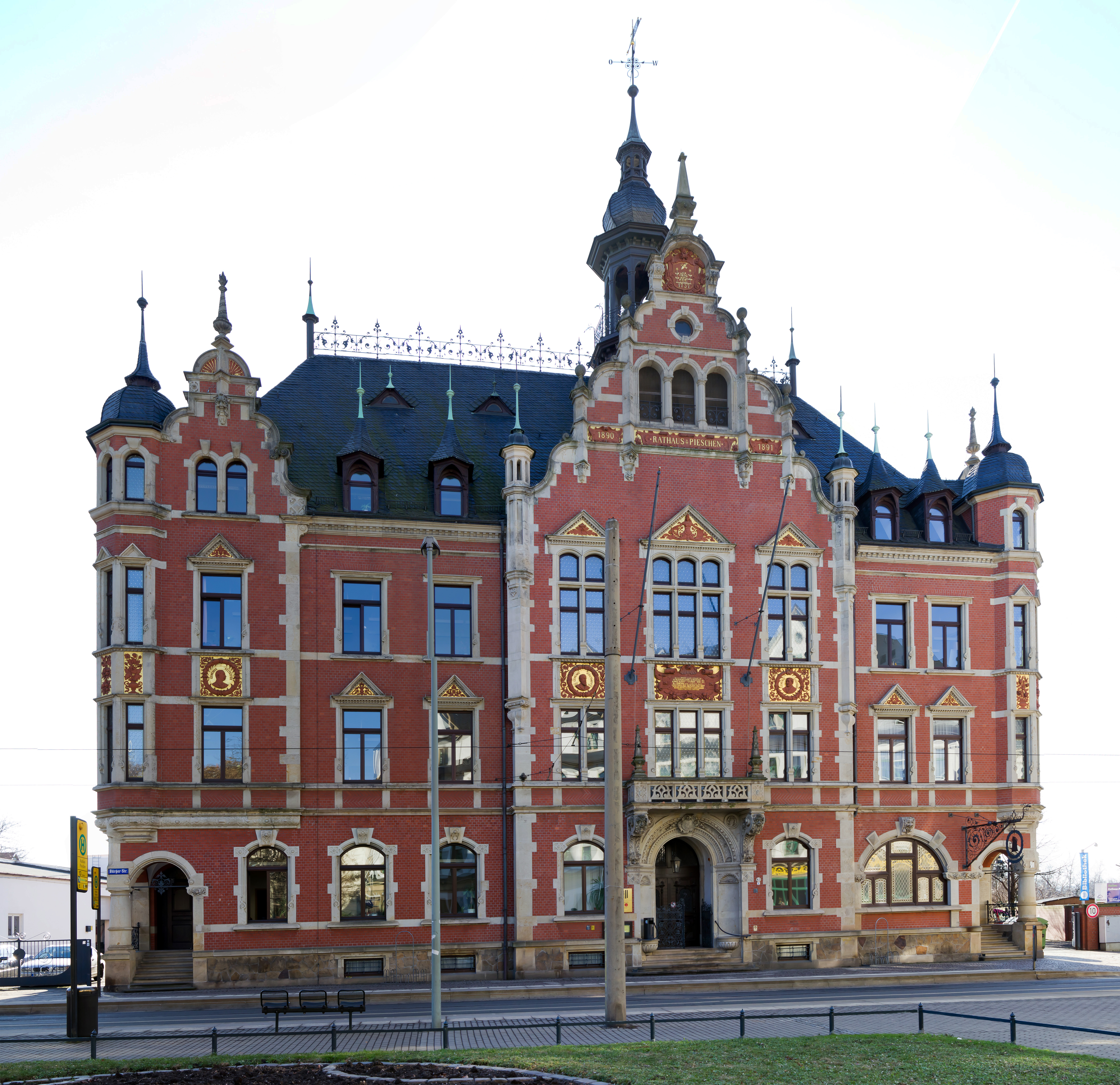
Rathaus von Pieschen; erbaut von Schilling & Graebner 1890/91 im Stil der Neorenaissance

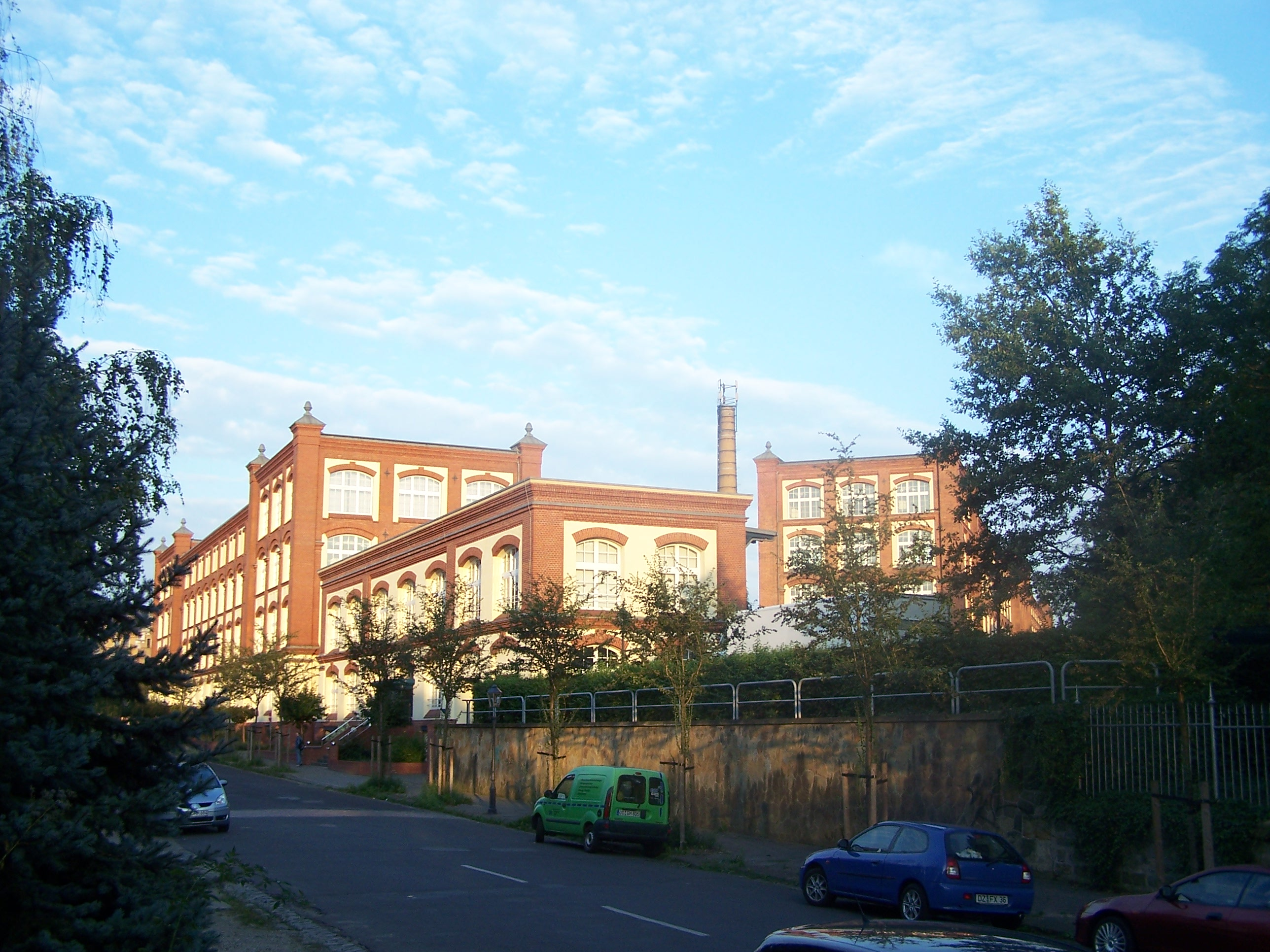
Ehemalige Eschebach-Werke

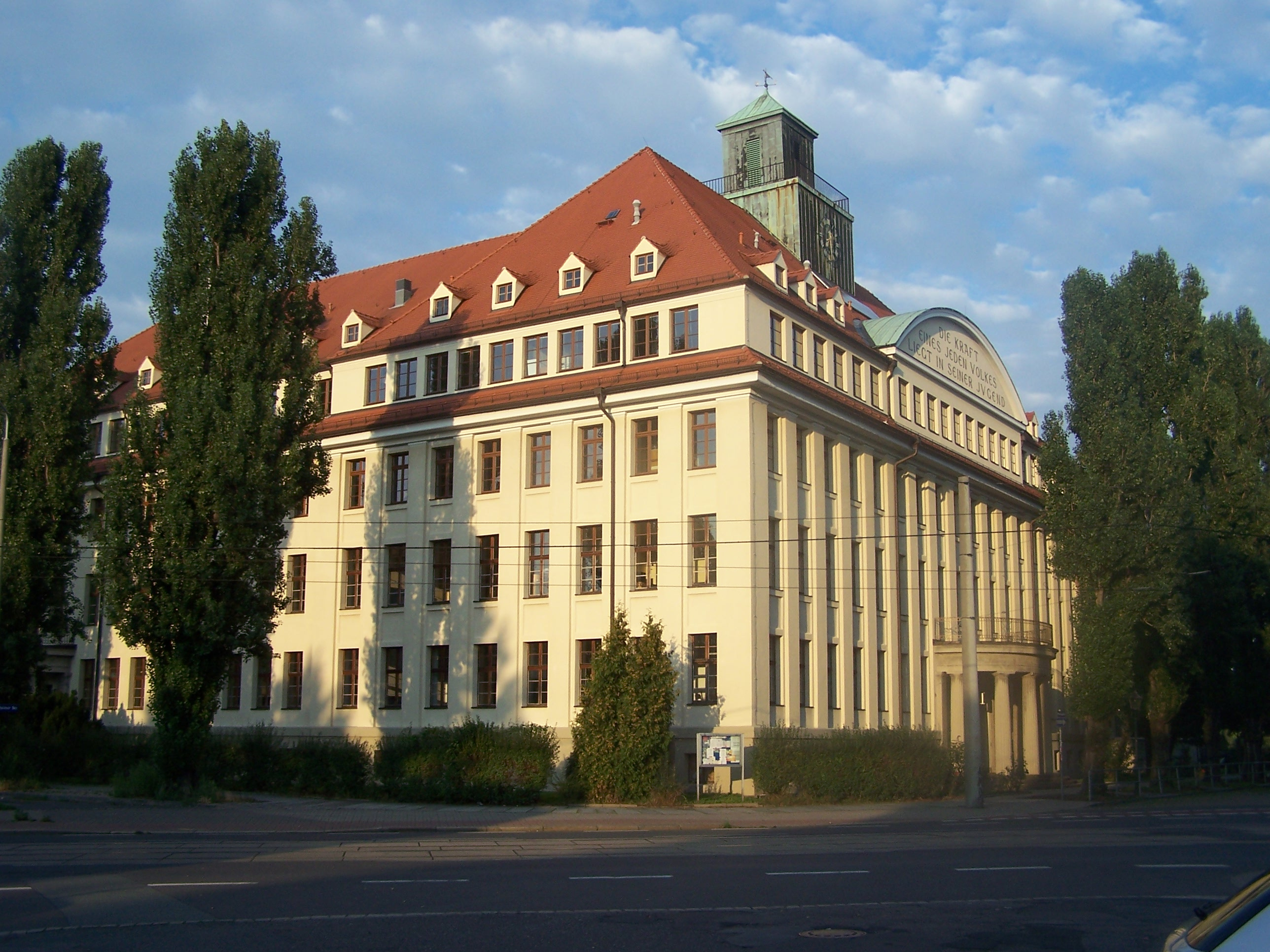
Pestalozzi-Gymnasium, Architekt: Hans Erlwein

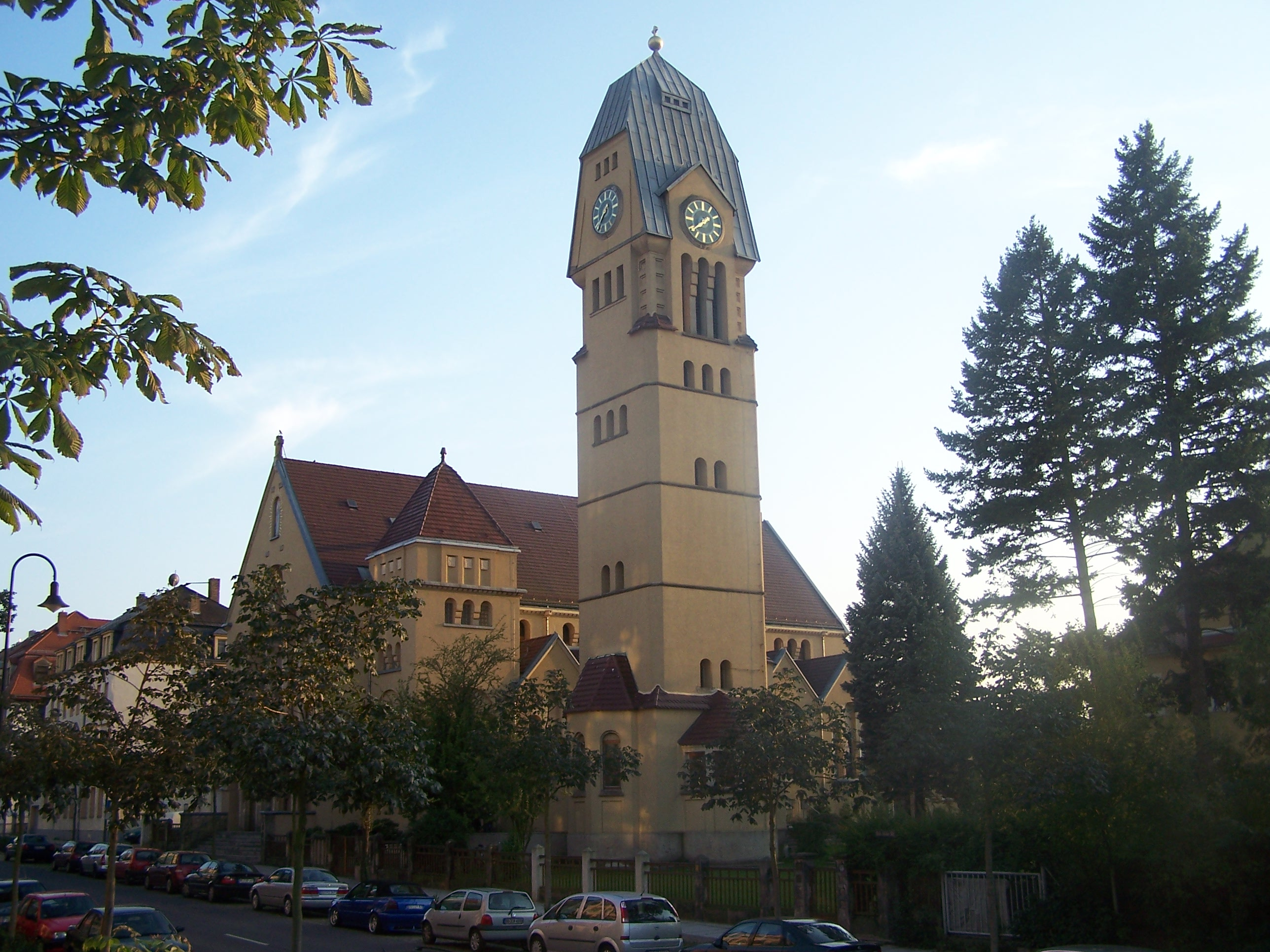
Katholische Kirche St. Josef

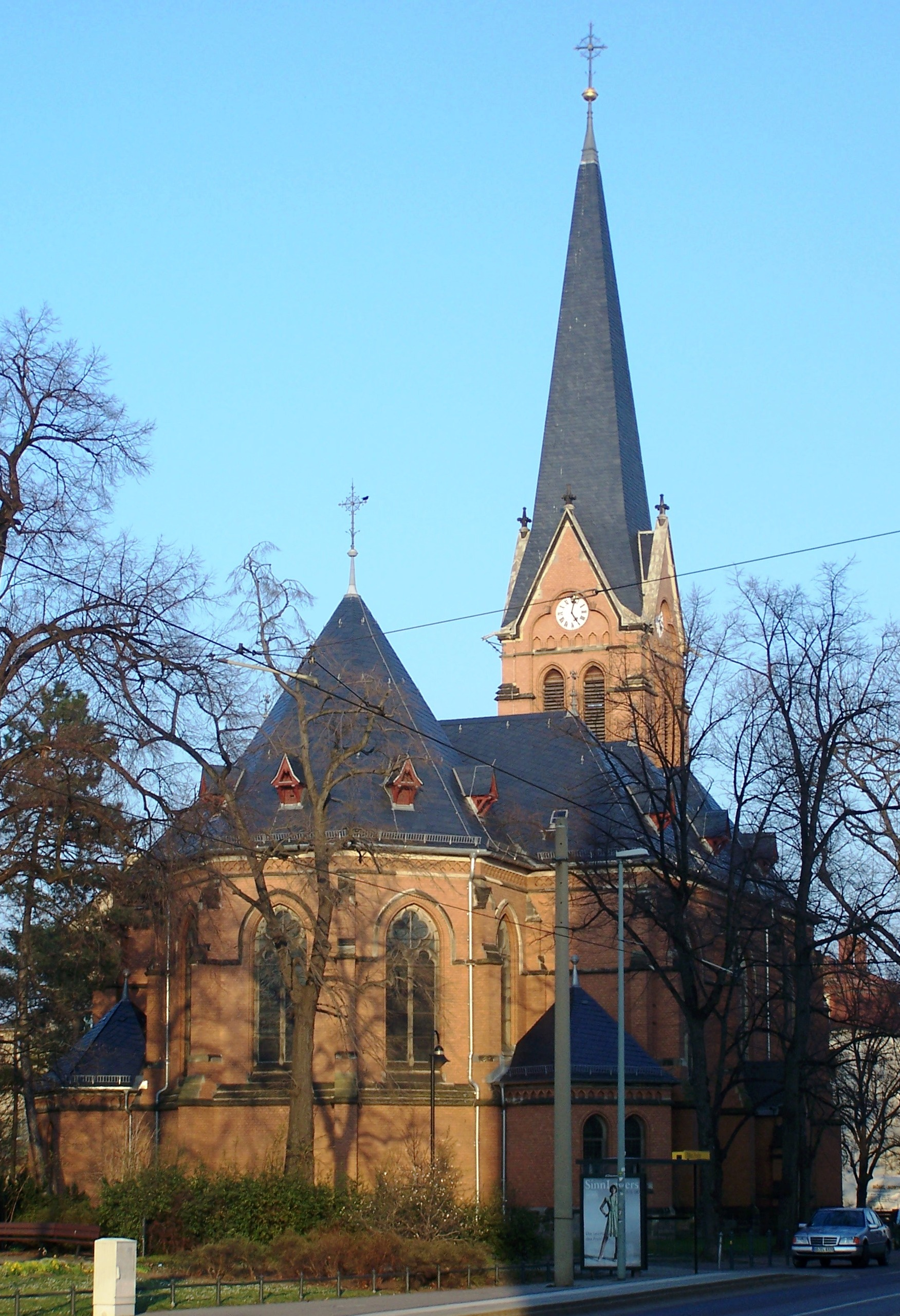
Evangelische Markuskirche

Der Dresdner Stadtteil Pieschen [ˈpiːʃən] liegt rechts der Elbe im Nordwesten der Stadt, im gleichnamigen Stadtbezirk Pieschen. Die Gemarkung Pieschen wurde auf die statistischen Stadtteile Pieschen-Süd und Pieschen-Nord/Trachenberge aufgeteilt.
Die erste urkundliche Erwähnung des sorbischen Dorfes Pesczen (= Sandgegend) geht auf das Jahr 1292 zurück. Überreste des als Gassendorf angelegten Ortes sind heute nur noch auf der Robert-Matzke-Straße und in Altpieschen zu sehen.
Das ursprüngliche Fischerdorf erlebte mit der ersten deutschen Fernbahnlinie (1839) und dem 1859 fertiggestellten Hafen einen wirtschaftlichen Aufschwung. Ab 1860 entwickelte sich Pieschen zu einem Arbeiterwohnviertel. Es entstanden Straßenzüge in geschlossener Bauweise mit dreistöckigen Häusern und Hinterhöfen.
Seit 1890 ist nicht mehr Altpieschen, sondern die Bürgerstraße samt ihren Seitenstraßen Zentrum des Stadtteils. Entlang der Bürgerstraße und der Oschatzer Straße finden sich einige Geschäfte des täglichen Bedarfs. 1897 wurde Pieschen als einer der ersten Orte nach Dresden eingemeindet.
Nach der Sanierung vieler Gebäude entwickelte sich Pieschen in den letzten Jahren zu einem vor allem bei jungen Leuten beliebten Wohnviertel. Es entstanden auch neue Einkaufsmöglichkeiten wie das Elbcenter und die Mälzerei.

## Geschichte

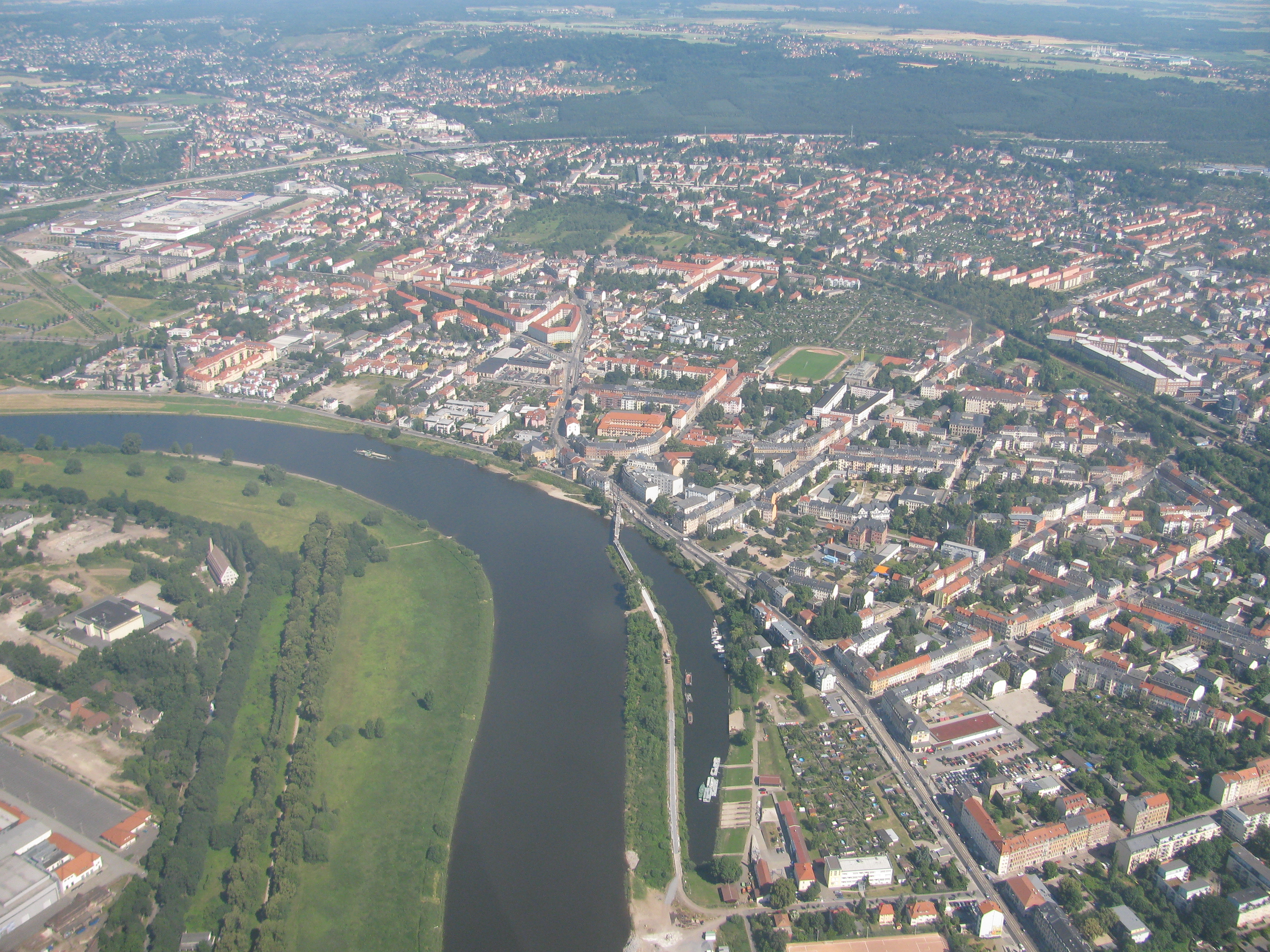
Luftbild von Pieschen und den angrenzenden Vierteln Mickten und Trachau, Juni 2010

Das Obstbauern- und Fischerdorf Pieschen wurde indirekt erstmals am 1. Oktober 1292 erwähnt in einer Bestätigungsurkunde Friedrichs, des Herrn von Dresden und jüngsten Sohnes des verstorbenen Markgrafen Heinrich III. In der lateinischen Urkunde, die nur noch durch Abschriften erhalten ist, wird Ritter Johanne[s] de Pesczen unter den Zeugen aufgeführt. Eine weitere urkundliche Nennung erfolgte als Peschen im Jahr 1350. Die Bewohner Pieschens lebten zu dieser Zeit bis in das 19. Jahrhundert vor allem von Fischfang, Landwirtschaft, Obst- und Weinbau sowie Imkerei. Aufgrund schlechter Bodenverhältnisse gab es jedoch nur mäßige Ernten, wodurch die Bewohner nicht gerade mit Reichtum gesegnet waren. Die ländliche beschauliche Lage an der Elbe machte das Dorf im 19. Jahrhundert zum beliebten Ausflugsziel der Dresdner Bevölkerung.
Mit der ersten deutschen Ferneisenbahnlinie und dem Bau des Leipziger Bahnhofs entstanden in der zweiten Hälfte des 19. Jahrhunderts Industriegebiete. Entlang der Eisenbahnstrecke sowie an der Elbe siedelten sich – von Neudorf aus, nicht vom alten Fischerdorf Pieschen aus – auf Pieschner Flur gewerbliche Unternehmungen an, unter anderem die Nähmaschinenteile AG sowie die Eschebach-Werke.
Durch die mit ihnen gekommenen Angestellten und Arbeiter entwickelte der Stadtteil sich zum Arbeiterwohngebiet. Pieschen wurde zu einem Zentrum der Arbeiterbewegung. Im Jahr 1882 wurde auf der Konkordienstraße der erste sächsische Konsumverein gegründet. 1889 wurde hier Max Radestock Geschäftsführer, der 1903 im Nebenamt der erste Vorstandsvorsitzende des neu gegründeten Zentralverbands deutscher Konsumvereine wurde und somit zehn Jahre an der Spitze der deutschen sozialistischen Konsumgenossenschaftsbewegung stand.
Der enorme Anstieg der Einwohnerzahl – 12.400 im Jahr 1890 gegenüber 347 im Jahr 1834 – brachte auch einen großen Wohnungsmangel mit sich. Nach dem Beschluss eines Bebauungsplans wurden zahlreiche mehrstöckige Mietshäuser gebaut, die nun von zum Teil sozialschwachen Bürgern bewohnt wurden. Die Gemeinde ließ sich 1890/91 ein repräsentatives Rathaus errichten. Nach der Eingemeindung 1897 nach Dresden errichtete man weitere Wohnviertel. Ebenfalls wurde der Aufbau von Gaststätten, Sozial- und Kultureinrichtungen für die Arbeiter vorangetrieben. Nachdem Pieschen 1884 wegen des Bevölkerungsanstiegs aus der Parochie Kaditz ausgepfarrt und selbständig wurde, wurde 1884 der Markusfriedhof angelegt und 1886–1888 die evangelische Markuskirche erbaut.
Im Jahr 1912 wurde durch Stadtbaurat Hans Erlwein in Altpieschen ein für damalige Verhältnisse modernes Asyl für obdachlose Männer errichtet, das später in ein Familienasyl umgewandelt wurde. Rund 90 Jahre nach dem Bau befand sich die inzwischen unter Denkmalschutz stehende Wohnanlage in einem desolaten Zustand, die Sanierung des nunmehrigen „Erlweinhofs“ erfolgte 2004 bis 2005.
Das durch Stadtbaurat Paul Wolf entworfene und 1927/28 als Kultur- und Sozialeinrichtung errichtete Sachsenbad war ein modernes Hallenbad mit fußbodenbeheizten Sälen, Restaurants und einem 25-Meter-Schwimmbahnbecken. Es ist ein bedeutendes Beispiel des Funktionalismus und der Neuen Sachlichkeit. Hier wurden neben Fitness, Kraftsport, Gymnastik und Ballsport auch kulturelle Veranstaltungen wie verschiedene Kurse, Lesungen und Ausstellungen angeboten. Bis in die 1990er-Jahre hinein war es in Betrieb, steht aber nun schon seit Jahren leer. Die Zukunft des einstigen Bades ist ungewiss.
Am 1. September 1930 wurde die Bibliothek Nordwest (heute Pieschen) als fünfte hauptamtlich geleitete Zweigstelle der Stadtbibliothek Dresden eröffnet.
Mitte des 19. Jahrhunderts wurde der Pieschener Hafen angelegt, der aber mit Errichtung des Alberthafens nach und nach an Bedeutung verlor. Ganz in der Nähe gab es auch eine Anlegestelle für Dampfer und ein Elbebad.
Die seit 1882 existierende Pferdebahnlinie nach Dresden wurde 1899 durch die elektrische Straßenbahn ersetzt. Heute verbinden vor allem die Linie 4 (Laubegast–Weinböhla), die Linie 9 (Kaditz–Prohlis) und die Linie 13 (Kaditz/Mickten–Prohlis) der Dresdner Verkehrsbetriebe Pieschen mit dem Dresdner Stadtzentrum.
Auf dem Markusfriedhof wurden 50 Opfer der Luftangriffe auf Dresden 1945 bestattet
Nach der politischen Wende wurde Pieschen 1991 zweitgrößtes Sanierungsgebiet der Stadt. Viele Mietshäuser konnten so vor dem Verfall gerettet werden und geben dem Stadtteil heute seinen eigenen Charme. Ehemalige Industriegebiete wurden funktionell umgestaltet (Stadtumbau). Ein Beispiel sind die ehemaligen Eschebach-Werke in der Riesaer Straße, in denen bis Oktober 2007 das Sozialrathaus untergebracht war und die heute u. a. die Sächsische Landesstiftung Natur und Umwelt mit deren Akademie beherbergen.
Neben dem Elbhangfest und dem Stadtteilfest Bunte Republik Neustadt gehören das „Pieschner Hafenfest“ und „St. Pieschen“ zu den größeren Stadtteilfesten Dresdens. Im Jahr 1923 wurde das Hafenfest erstmals gefeiert. Da das Fest durch die sozialistischen Arbeitervereine ausgerichtet wurde, durfte es nach 1933 aus politischen Gründen nicht mehr stattfinden. In den 1950er-Jahren lebte es nach alter Tradition wieder auf, wobei sich die Vier Brummers um Wolfgang Roeder große Verdienste erwarben. Seit 1997 findet es wieder jedes Jahr Anfang Juni statt.

## Verkehr
Pieschen ist mit den Straßenbahnlinien 3,4,9 und 13 der Dresdner Verkehrsbetriebe erreichbar. Auch führen mehrere Buslinien durch den Stadtteil. Außerdem besteht mit dem Haltepunkt Dresden-Pieschen der Bahnstrecke Pirna–Coswig Anschluss an die S-Bahn-Linie 1 in Richtung Schöna und Meißen.
Durch Pieschen verläuft die Ausfallstraße Leipziger Straße Richtung Radebeul. Innerhalb des Stadtbezirks Pieschen befindet sich die Autobahnausfahrt Dresden-Neustadt der Bundesautobahn 4.

## Sehenswürdigkeiten
- Auf dem Gelände des Betriebshofs Trachenberge in Pieschen befindet sich das Straßenbahnmuseum Dresden, in dem mehr als 30 Wagen sowie andere Zeugnisse Dresdner Straßenbahngeschichte ausgestellt werden.
- Auf der Rehefelder Straße steht die im neoromanischen Stil gebaute katholische Josefskirche, an der Bürgerstraße die evangelische Markuskirche.
- Die Kulturdenkmale sind in den beiden Listen der Kulturdenkmale in Pieschen (A–K) und (L–Z) aufgeführt.

## Persönlichkeiten
- Robert Matzke  (* 14. Dezember 1884 in Herischdorf, Landkreis Hirschberg im Riesengebirge; † 3. Dezember 1943 in Dresden) Kommunistischer Politiker (USPD, KPD), Arbeiter, Gegner des NS-Regimes und antifaschistischer Widerstandskämpfer
- Robert Grießbach (* 3. April 1886; † 25. Dezember 1970 in Wolfen), Chemiker
- Alfred Althus (* 29. August 1888; † 7/8. September 1943 in Berlin-Plötzensee), Antifaschist und Medienpolitiker
- Walter Grellmann (* 16. Oktober 1888; † 29. Januar 1963 in Unnau), Lehrer und Politiker, Mitglied des Sächsischen Landtags
- Else Roscher (* 23. Juni 1890; † 18. Januar 1953 in Berlin), Schauspielerin und Drehbuchautorin
- Walter Stach (* 1. November 1890; † 9. September 1955 in Ringingen (Erbach)), deutscher Mittellateinischer Philologe

## Galerie

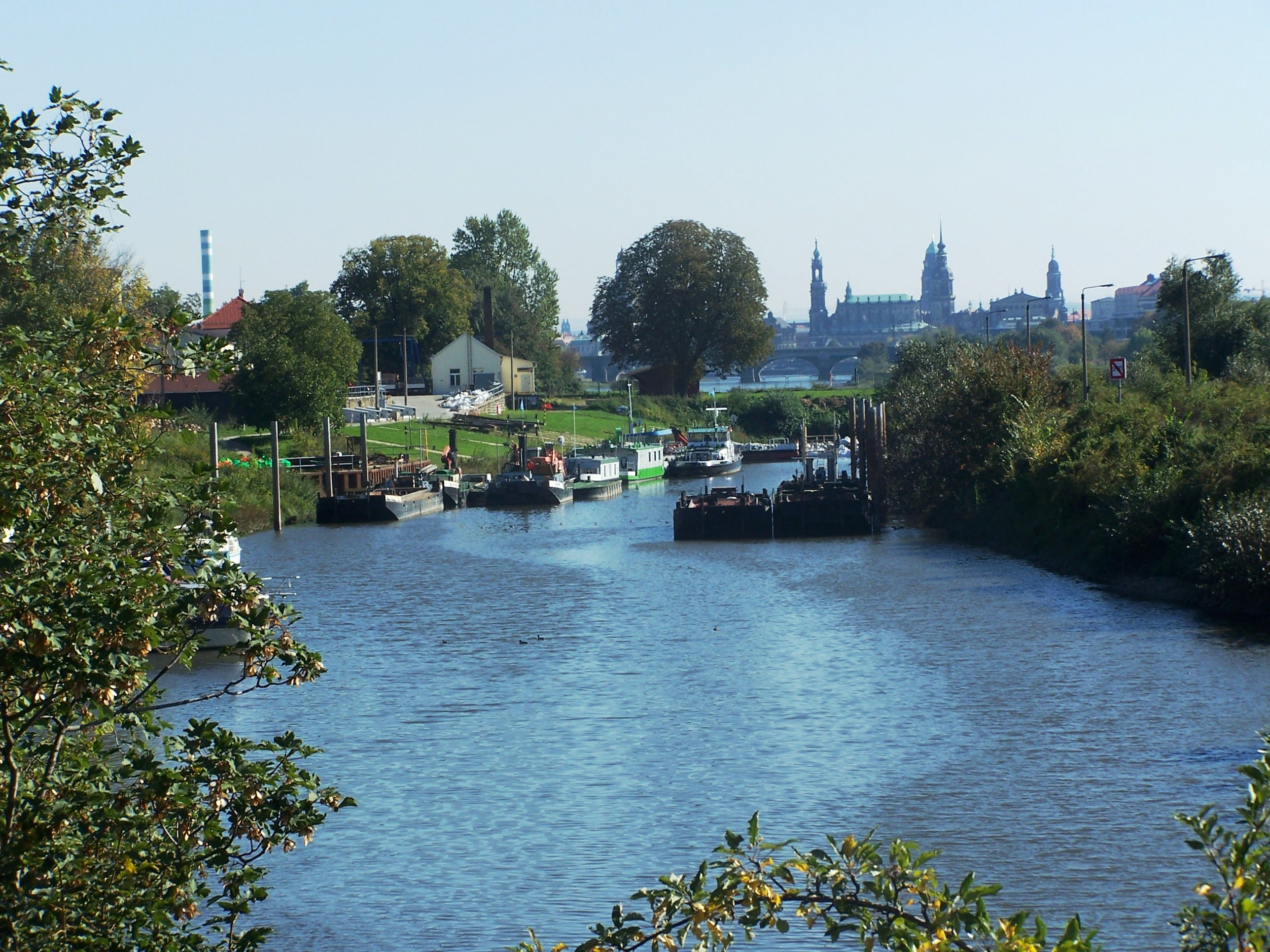
Pieschener Hafen
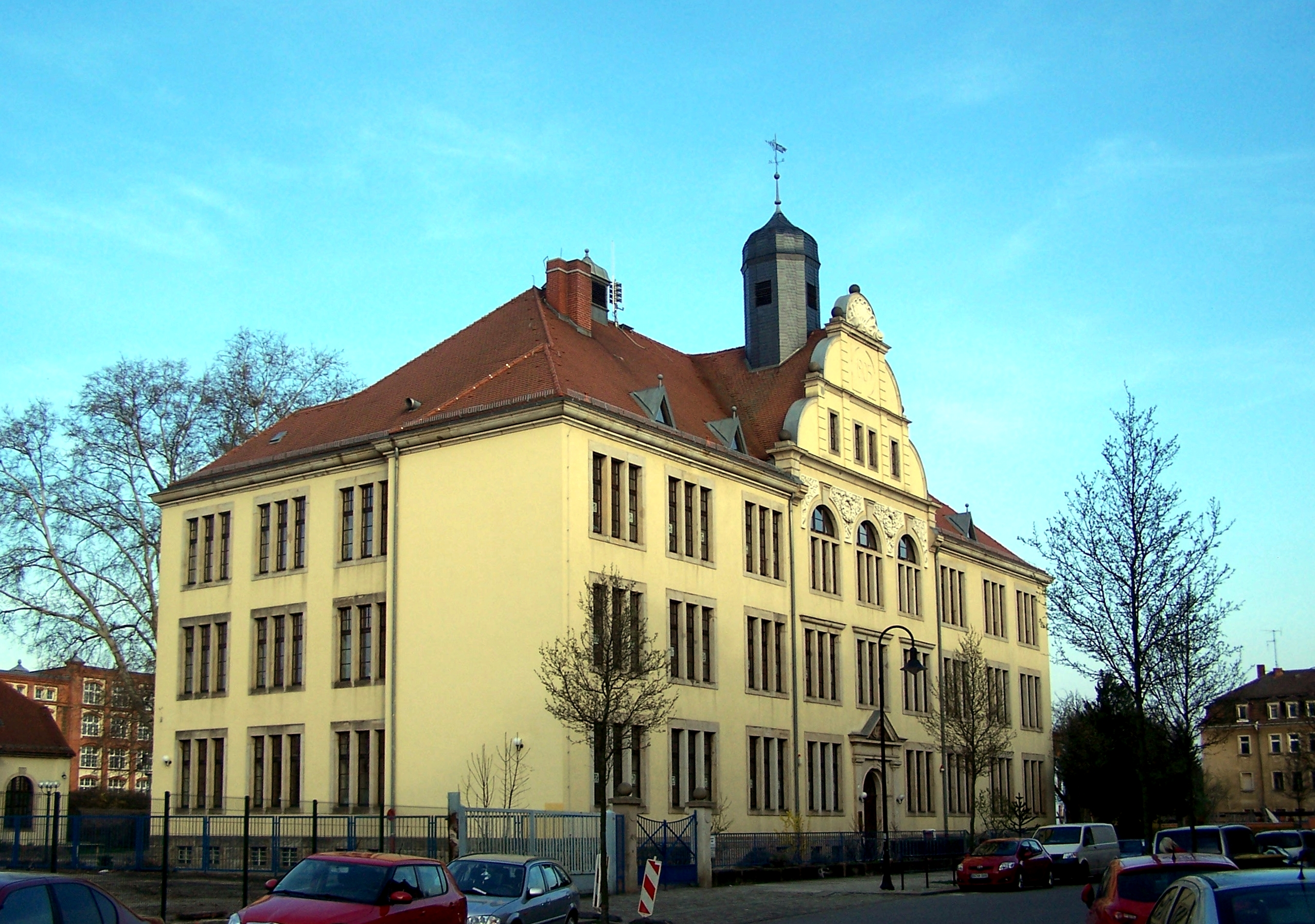
Katholische Volksschule Leisniger Str., heute Schule zur Lernförderung „A. S. Makarenko“ (Förderzentrum)
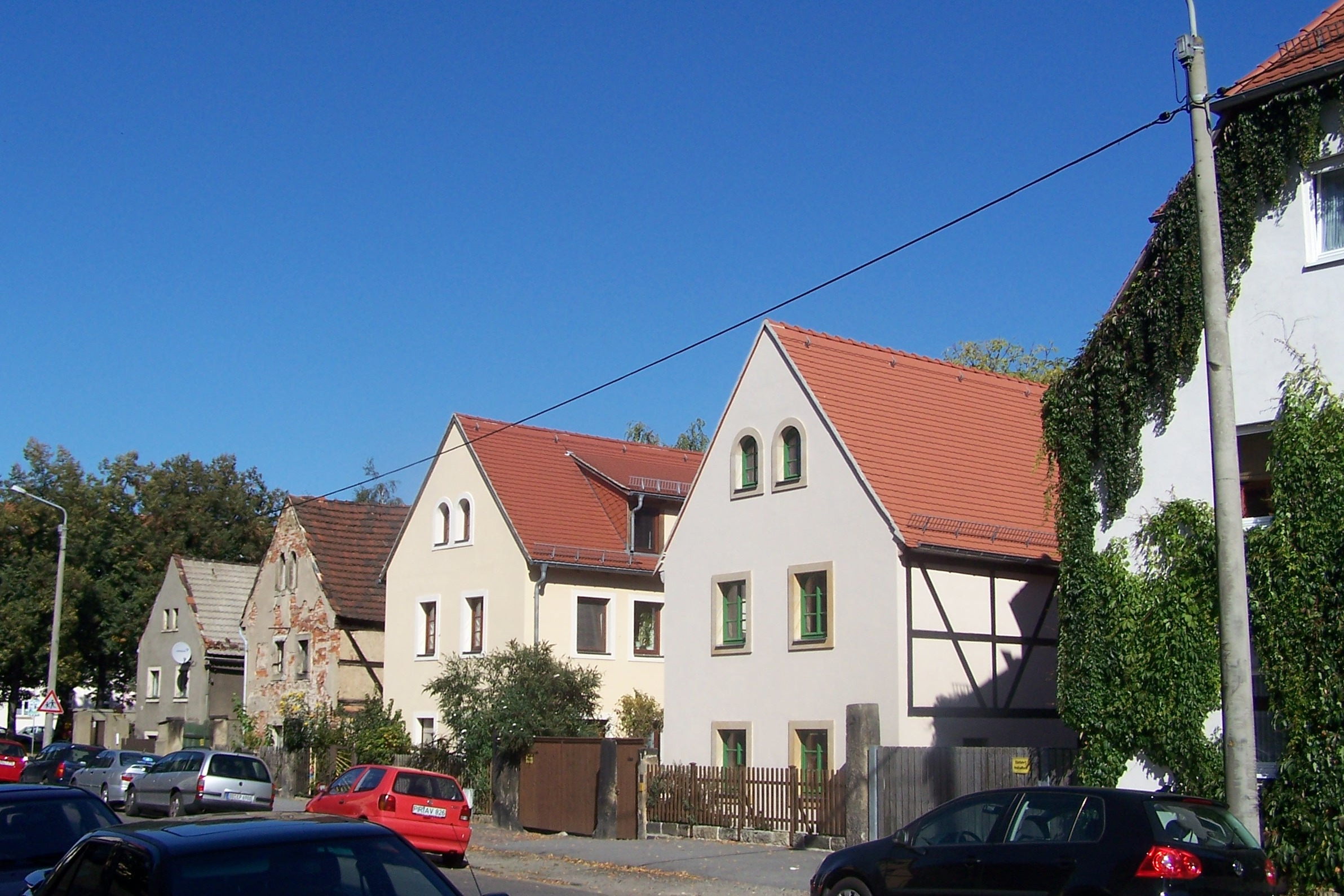
Dorfkern Altpieschen
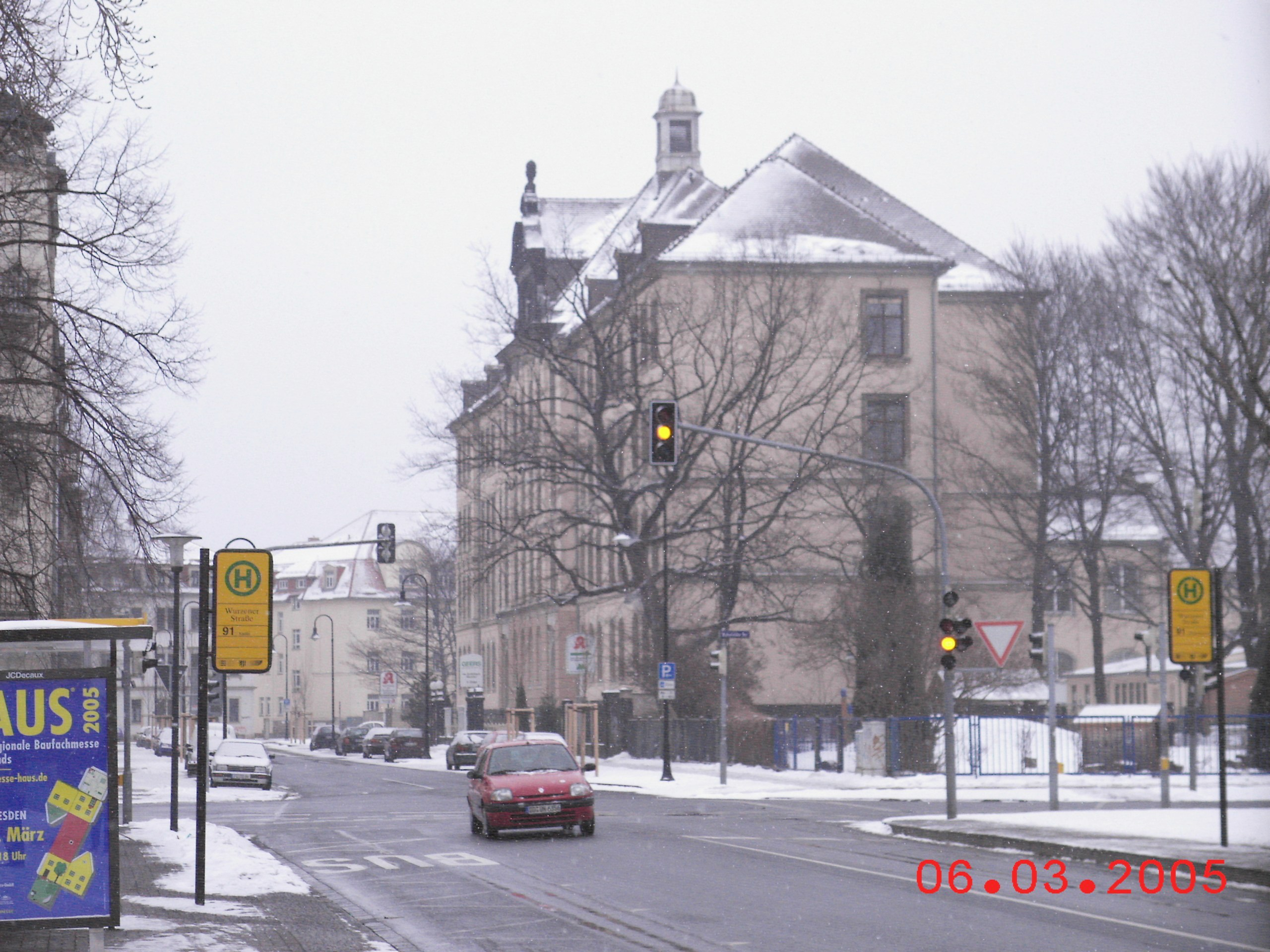
Ärztehaus an der Wurzener Straße, gebaut als Bürgerschule, später Lazarett, in der DDR als Poliklinik genutzt
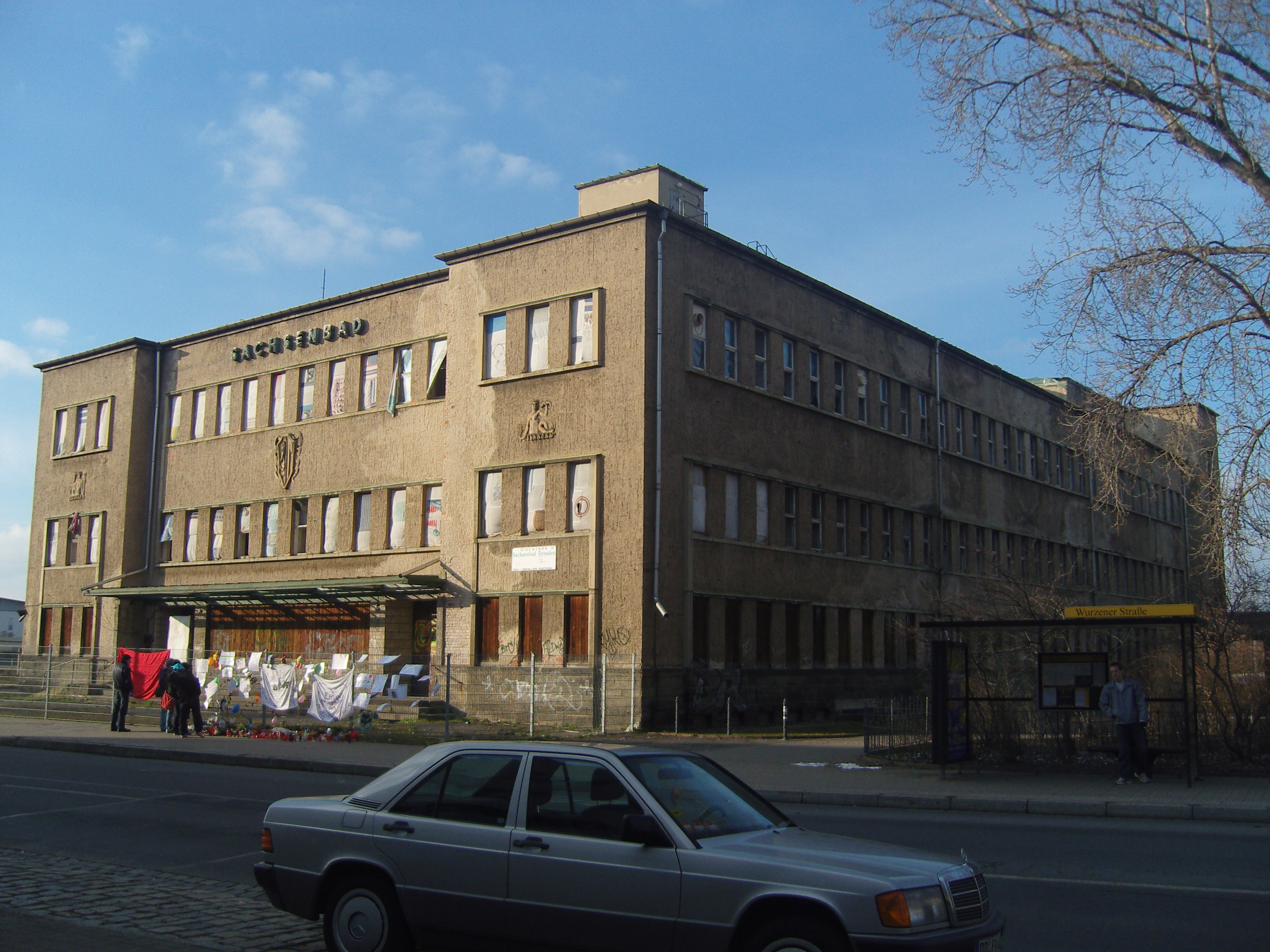
Sachsenbad im Jahr 2005, Sanierung geplant
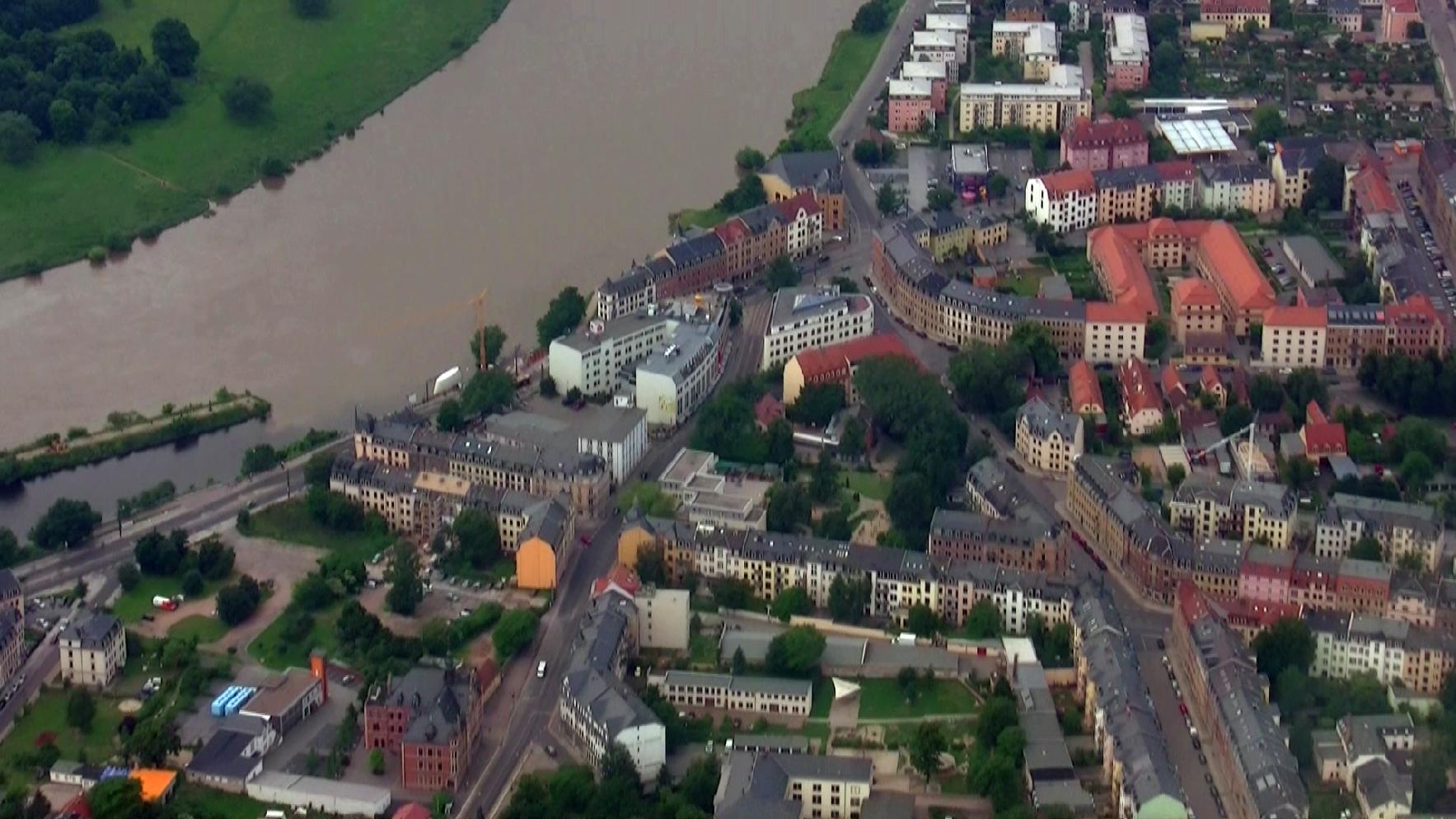
Luftaufnahme von 2010
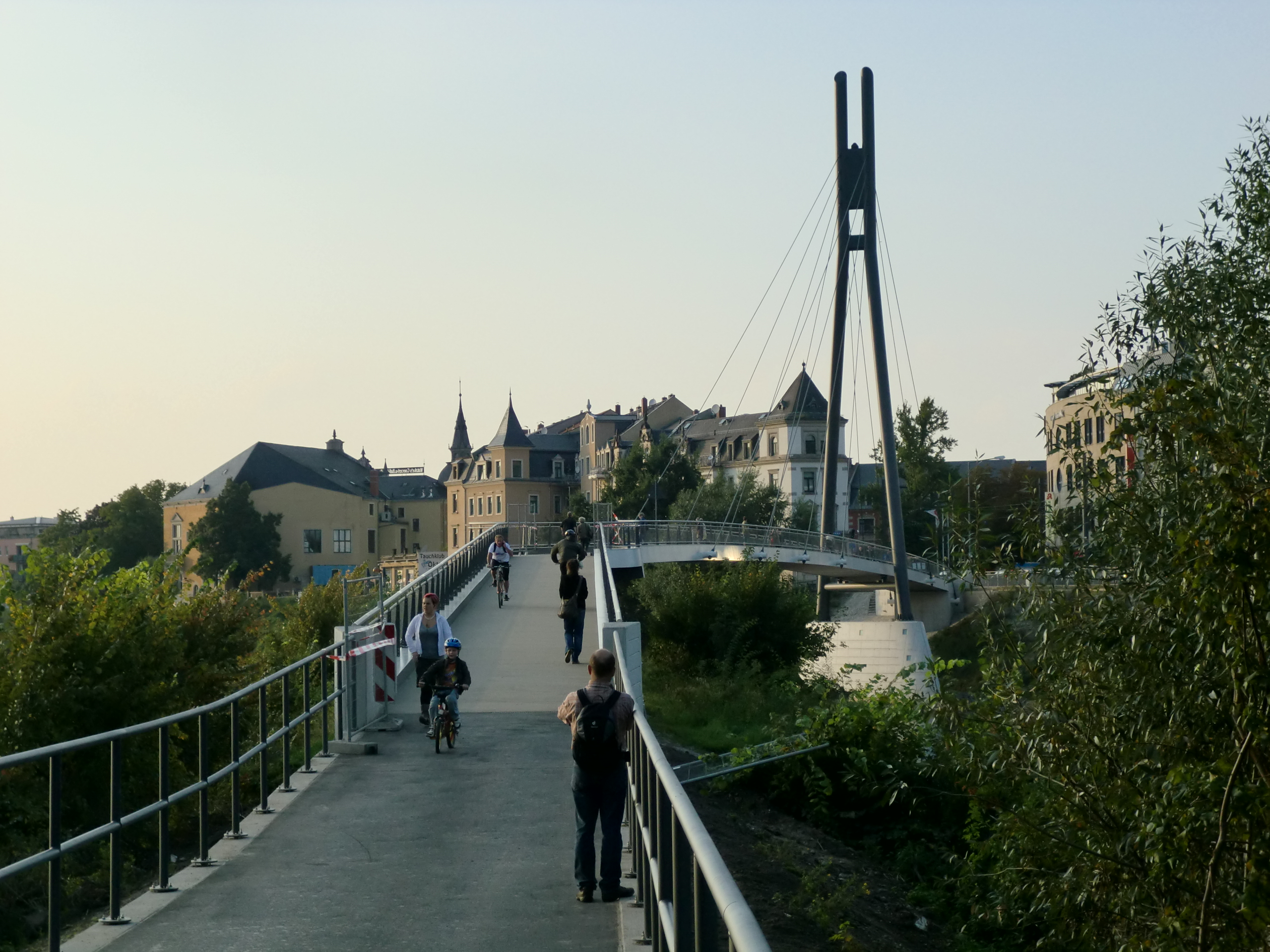
Die Molenbrücke am Pieschener Hafen am Tag nach ihrer Eröffnung 2010